# マイスナー神経叢

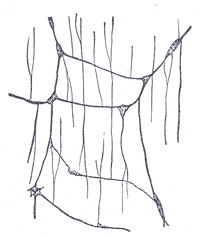
ウサギのマイスナー神経叢

マイスナー神経叢（マイスナーしんけいそう、英語: Meissner's plexus, ドイツ語: Meissner-Plexus）は、小腸に配分する神経叢のひとつである。粘膜下神経叢ないしマイスネル神経叢ともよぶ。解剖学者ゲオルク・マイスナー（de:Georg Meissner）によって発見された。

## 概要
小腸の神経は、上腸間膜動脈の周囲にある副交感神経の神経叢から延展する。ここを出発点として、神経は、輪走筋と縦走筋の間にある、神経線維や神経節が集まってできた筋層間神経叢（アウエルバッハ神経叢）へと延び、ここから神経が小腸の筋層へと分枝している。さらにここから、副次的な神経叢である粘膜下神経叢（すなわちマイスナー神経叢）が延びている。この神経叢は、輪走筋線維を貫いて延びてきた神経の枝で形成される。この神経叢は、小腸の粘膜層の下層に位置する。また、神経節をも含み、ここから神経線維が粘膜筋板や粘膜層へと延びる。粘膜下神経叢の神経束は筋層間神経叢のものよりも細い。
この神経叢のはたらきは、消化管上皮に存在する細胞からの分泌を調節することである。